# 中村家住宅 (沖縄県)
中村家住宅（なかむらけじゅうたく）は、沖縄県中頭郡北中城村にある歴史的建造物（民家）。国の重要文化財に指定されている。

## 概要
中村家の祖先に当たる賀氏（がうじ）は豪農であり、琉球王国の官人である護佐丸が首里王府の命に従い1440年に読谷から中城城に移った時に共に移り、その近くに居を構えた。護佐丸が阿麻和利に滅ぼされた後は不遇を託つ時代が続いたが、1720年頃には地頭代（本土で言うところの庄屋）に任ぜられるまでになった。現在の屋敷は主屋（ウフヤ（母屋）・トゥングワ（台所））・アシャギ（離れ座敷）・高倉（籾倉）・フール（豚小屋兼便所）・メーヌヤー（前の屋・家畜小屋兼納屋）・ヒンプン（目隠し塀）・カー（井戸）で構成されており、周囲はフクギと石垣で囲まれている。
屋根の上には魔除けのシーサーが鎮座している。瓦は赤瓦が使用されており、漆喰でしっかりと固められている。なお、明治以前は竹瓦が葺かれていた（琉球王国の時代には、瓦は士族階級以上しか認められていなかったため。農民階級である中村家が瓦を用いるのを認められたのは明治も中頃になってからである）。琉球石灰岩で出来た石垣や防風林としてのフクギ、漆喰で塗り固められた重い瓦はいずれも台風に備えるための工夫である。また、屋根はアマハジ（雨端）という、屋根が庇のように出張った構造になっている。これは強い日差しと雨を避けるためのものである。
沖縄戦の戦禍を免れた貴重な家屋であることから、沖縄がアメリカ合衆国から日本に返還（沖縄返還）された当日の1972年（昭和47年）5月15日に、主屋（ウフヤ及びトゥングワ）、アシャギ、高倉（籾蔵）、メーヌヤー（前の屋）、フールが、沖縄本島の民家では初めて国の重要文化財に指定された。なお、返還以前の1956年（昭和31年）には琉球政府から重要文化財の指定がなされている。

## 建築概要
主屋は18世紀中頃の建築とされ、鎌倉・室町の日本建築の様式が取り入れられているとされるが、随所に独自の手法が加えられている。木材にはイヌマキやモッコクが使用されている。これらの樹種は高級木材とされており、一般の使用は禁じられていた。
主屋（ウフヤ及びトゥングワ）、アシャギ〔あさぎ〕、高倉〔籾蔵〕、メーヌヤー〔前の屋〕、フール〔豚便所〕の5棟と宅地が重要文化財に指定されており（〔 〕内の建物名は重要文化財指定名称）、ほかに石牆（せきしょう）2棟とヒンプン（目隠し塀）が重要文化財の附（つけたり）指定となっている（宅地は1981年追加指定）。
- 宅地 (1,560.67m2)。
- 主屋 (174.5m2)
  - ウフヤ（母屋）
    - 建築年代：江戸時代後期
    - 桁行10.7m、梁間9.6m・寄棟造・本瓦葺き。ウフヤは東から順に一番座（客間）・二番座（仏間）・三番座（居間）がある。先祖崇拝が中心的な沖縄県では、仏壇がある二番座が家の中心となるように配置された。その北側にはそれぞれの部屋に対応する裏座と呼ばれる小さな部屋が三間あり、ここは主に寝室、産室に使われた。

  - トゥングワ（台所）
    - 建築年代：明治時代
    - 桁行8.5m・梁間8.7m・寄棟造・本瓦葺き・東側がウフヤと隣接。独自の信仰であるヒヌカン（火の神）が祀られており、毎月1日と15日に拝む習慣がある。ヒヌカンは女性の神であるという。また、屋根裏を物置として使用していたため、屋根は低くなっている。
- アシャギ（アサギ） (62.0m2)
  - 建築年代：明治時代
  - 桁行8.6m・梁間7.5m・寄棟造・本瓦葺き。首里王府の役人が巡視に訪れた際、その宿泊に供するために使われた。
- 高倉（籾倉） (19.0m2)
  - 建築年代：明治時代
  - 桁行4.8m・梁間3.9m・2階建て・寄棟造・本瓦葺き。1階は板間と土間があり物置に、2階は穀倉として使われた。沖縄本島で倉の造りに通常用いられる丸柱ではなく、住居に用いられるのと同じ角柱を使用し、壁や床が板張りとなっているのが特徴。また、屋根裏にはネズミの侵入を防ぐために傾斜が施してある（ネズミ返しという）。
- メーヌヤー（前の屋） (64.8m2)
  - 建築年代：明治時代
  - 桁行10.4m・梁間5.9m・2階建て・寄棟造・本瓦葺き。1階は羊・牛・馬が飼育され、2階は黒糖の製造に利用する薪置き場であった。
- フール
  - 建築年代：明治時代
  - 間口6.4m・奥行4.7m。3基のアーチ型をした石囲いとなっており、豚の飼育に使われた。人間の便所としても使用され、豚にその排泄物を食べさせた。
- ヒンプン
  - 屋敷の入り口には門が無く、代わりに屋敷の外から内部を見通せなくするための目隠し塀である、ヒンプンという仕切り壁を配置した。中国の塀風門（ピンフォンメン）という、悪鬼の進入を防ぐ門に由来するという。入口は風水によって良いとされる南側に配置され、その正面に二番座（仏間）が位置している。これは風水において、入口から入った良い「気」が直接仏壇に向かっていくようにとの配慮である。また、仏壇も南側を向いている。

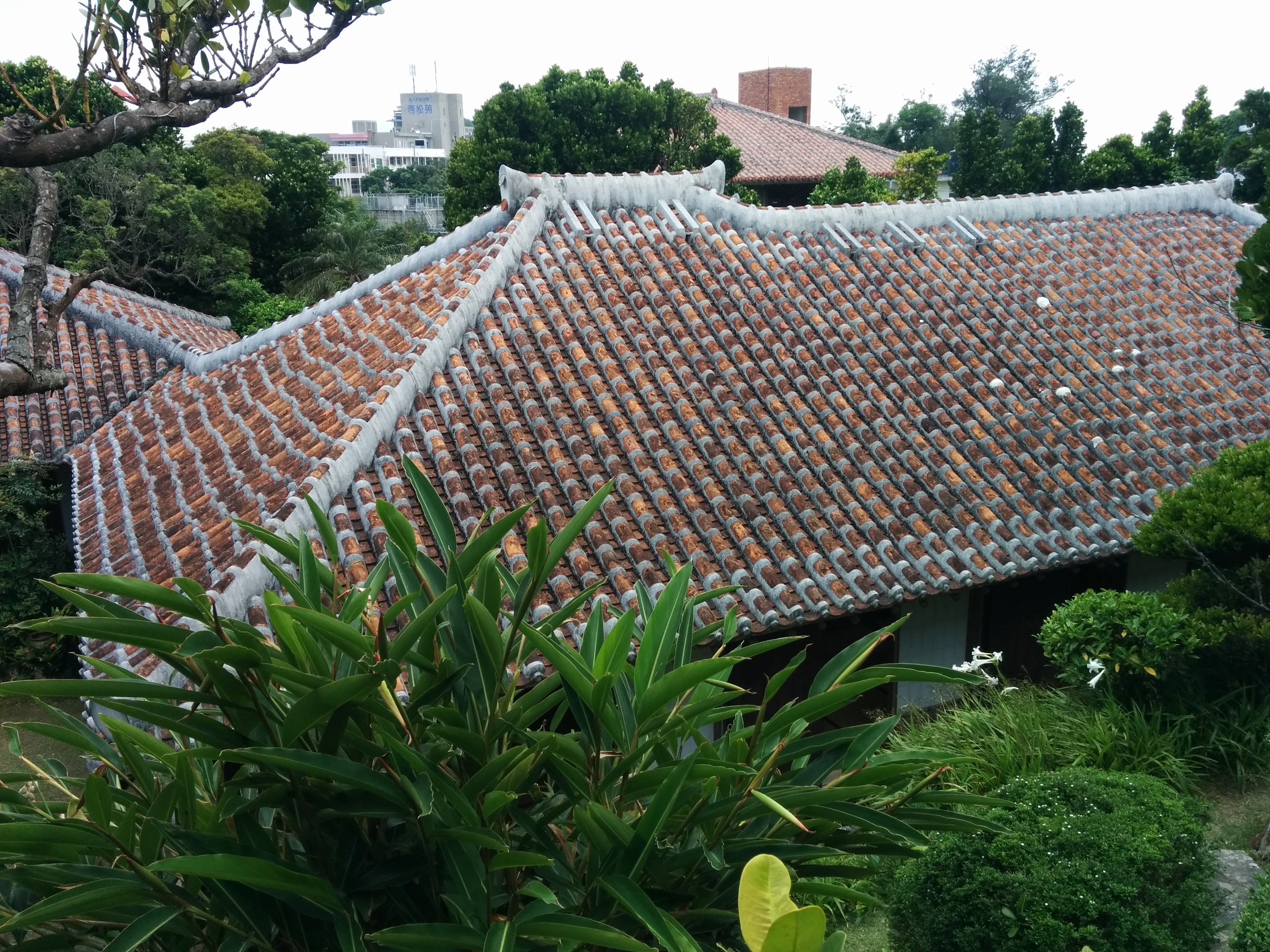
主屋（北から見る）
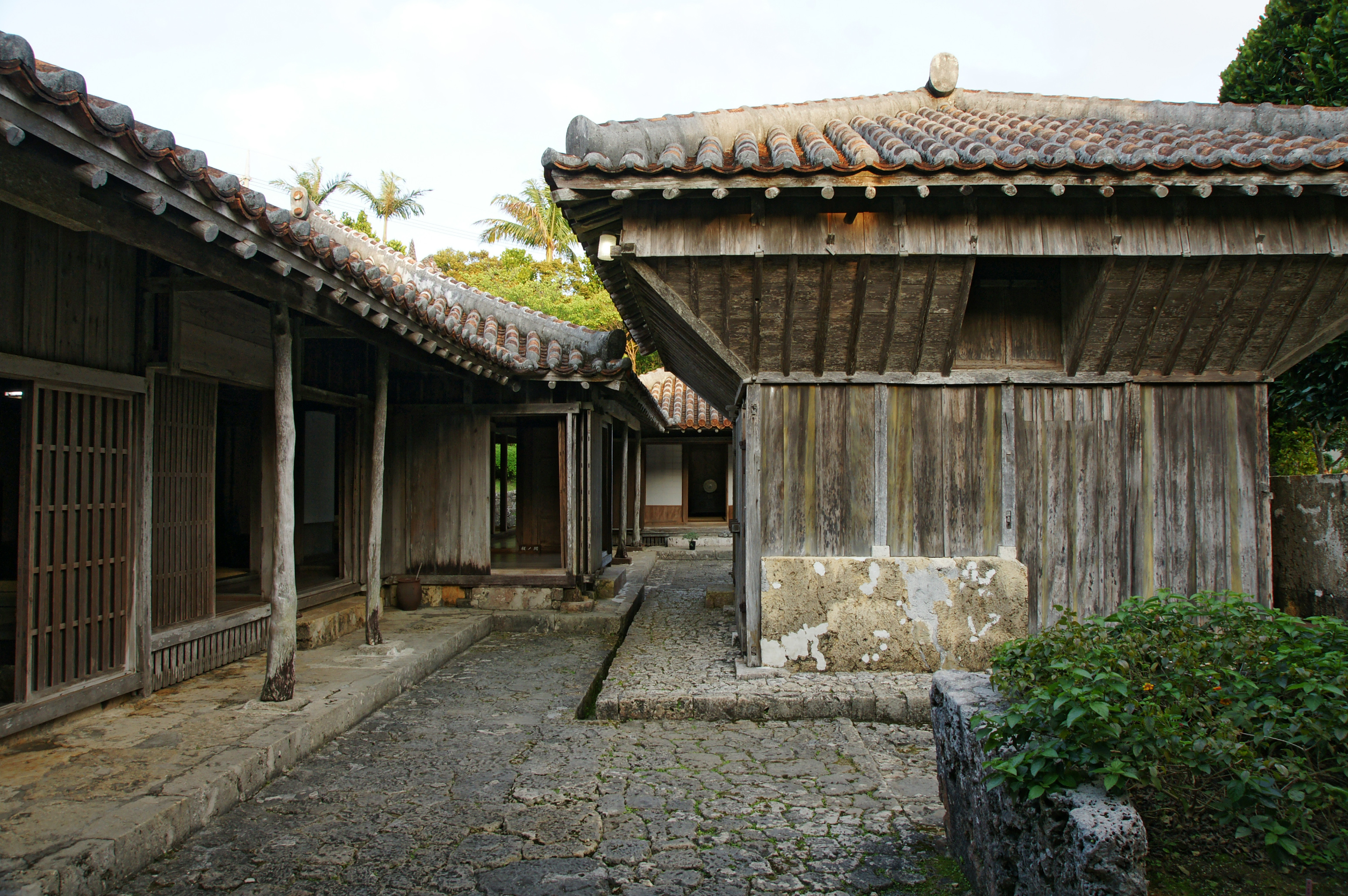
主屋（左）と高倉（右）（西から見る）
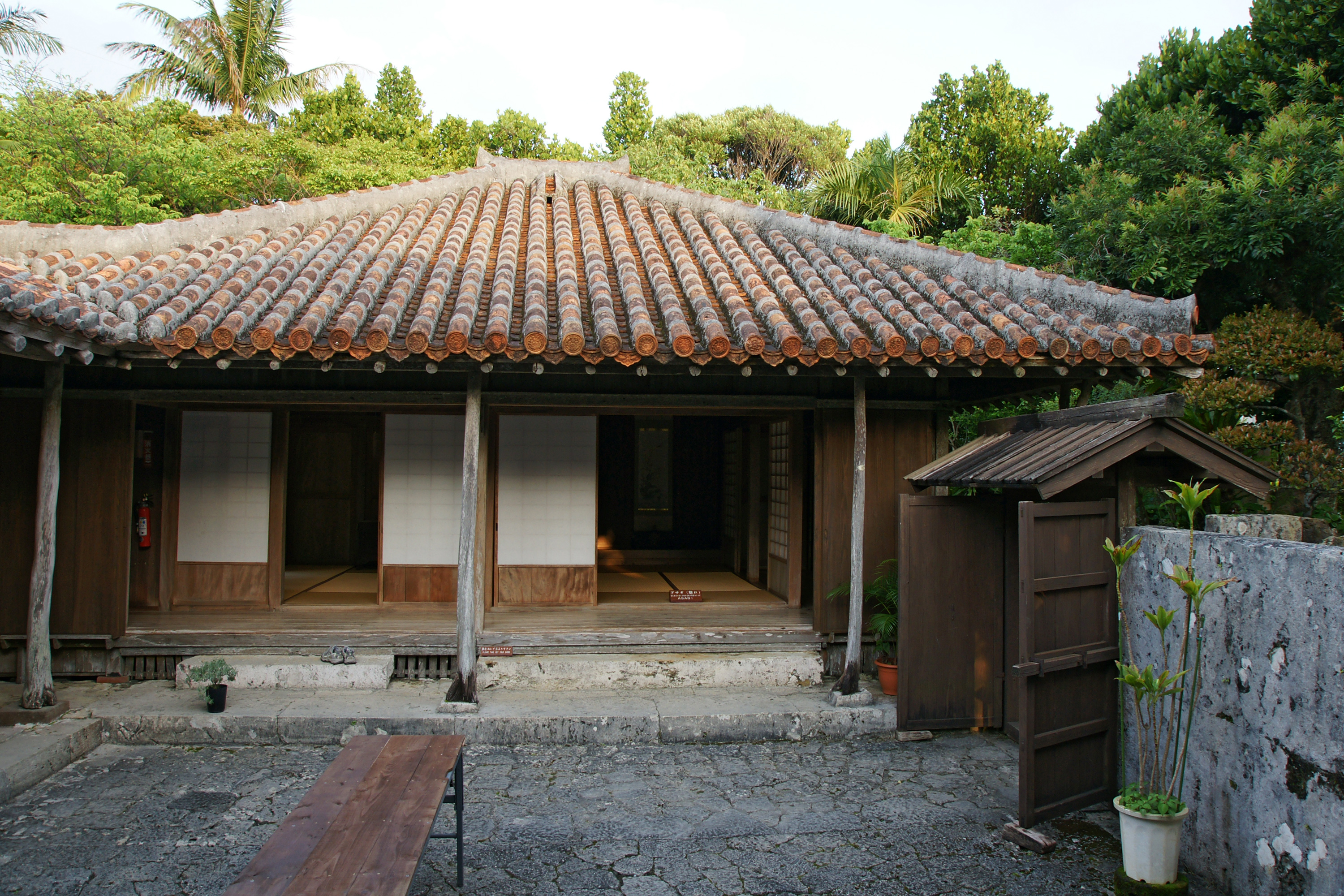
アシャギ（西から見る）
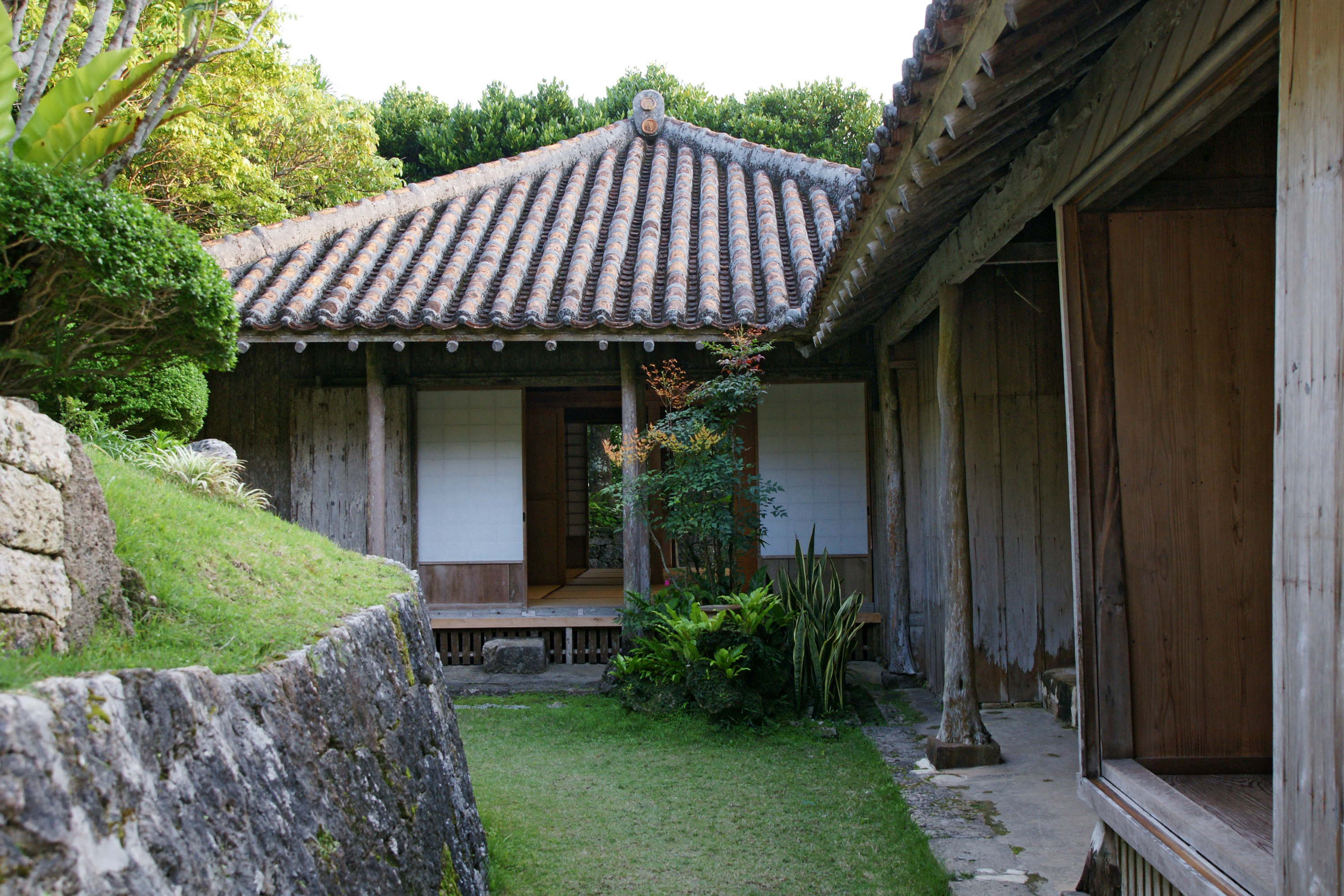
アシャギ（北から見る）
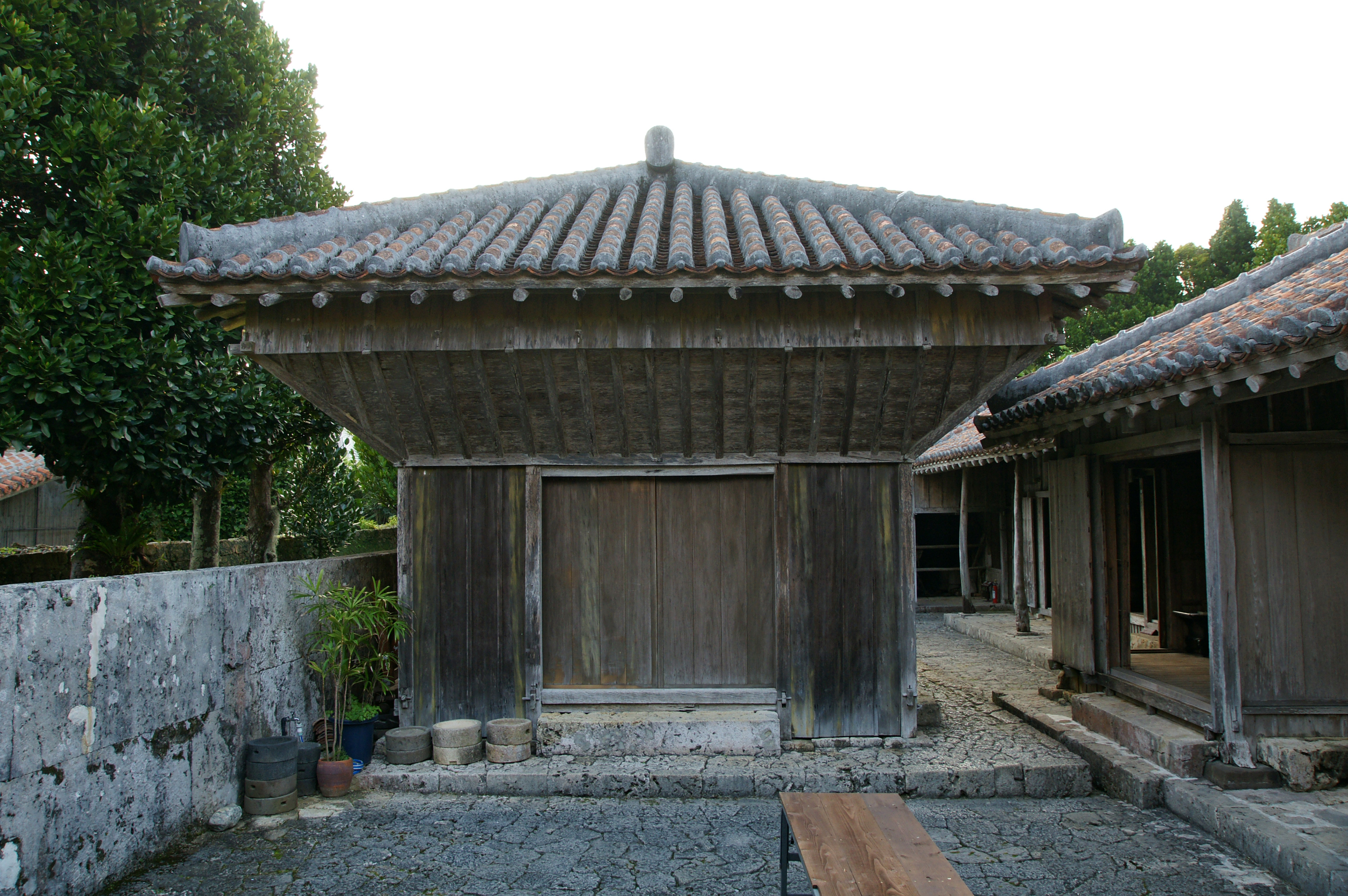
高倉（東から見る）
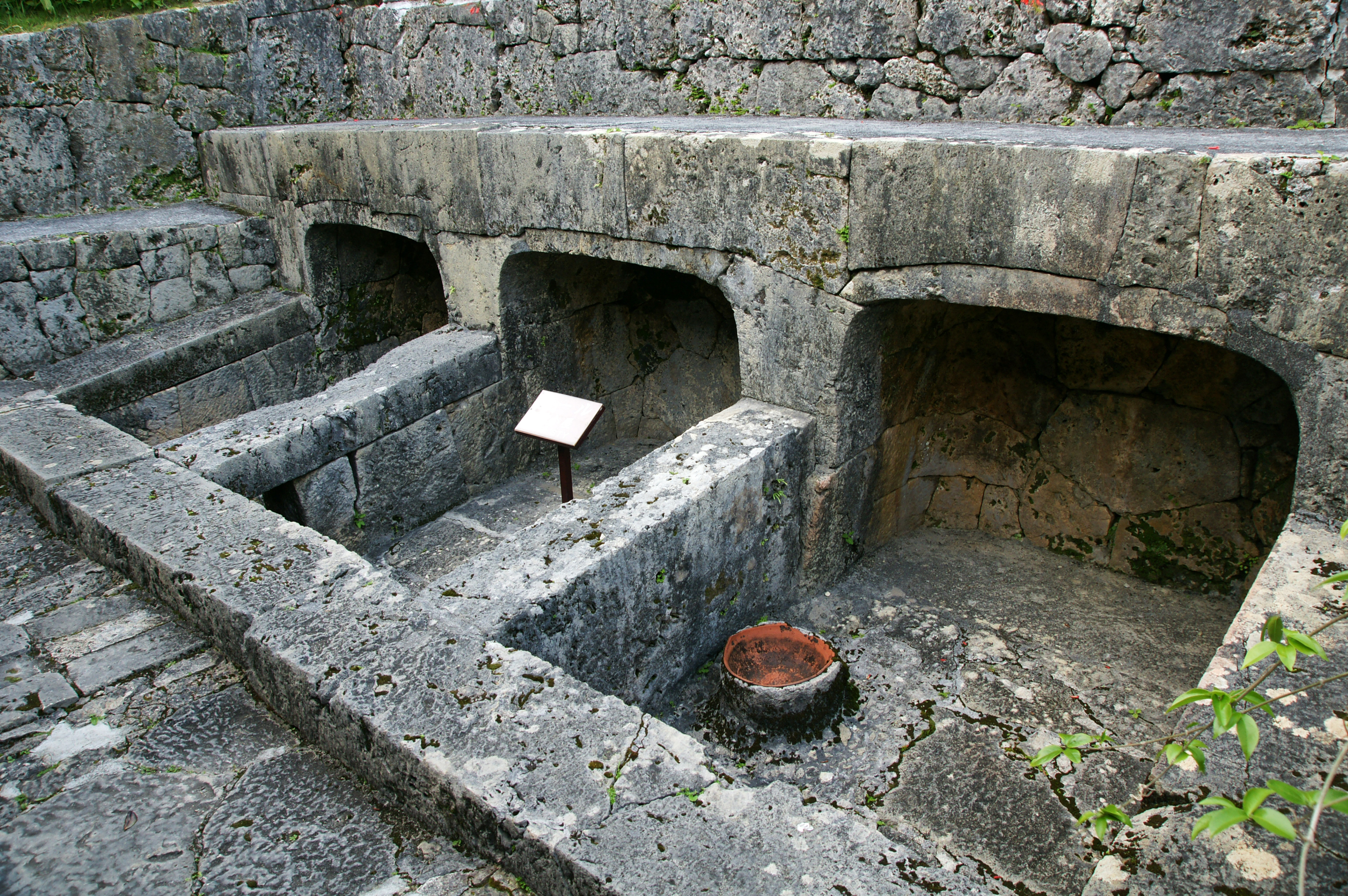
フール
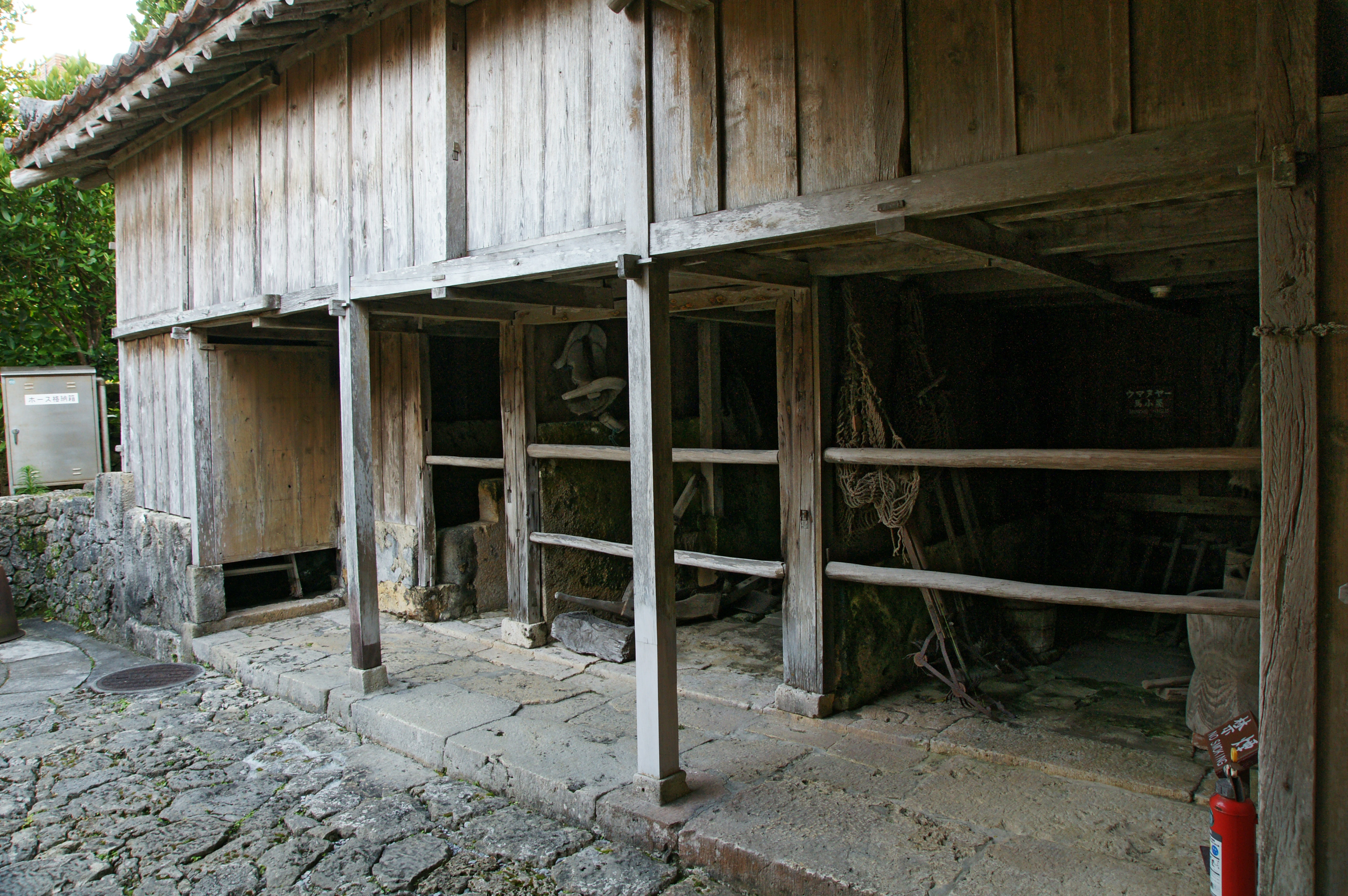
メーヌヤー
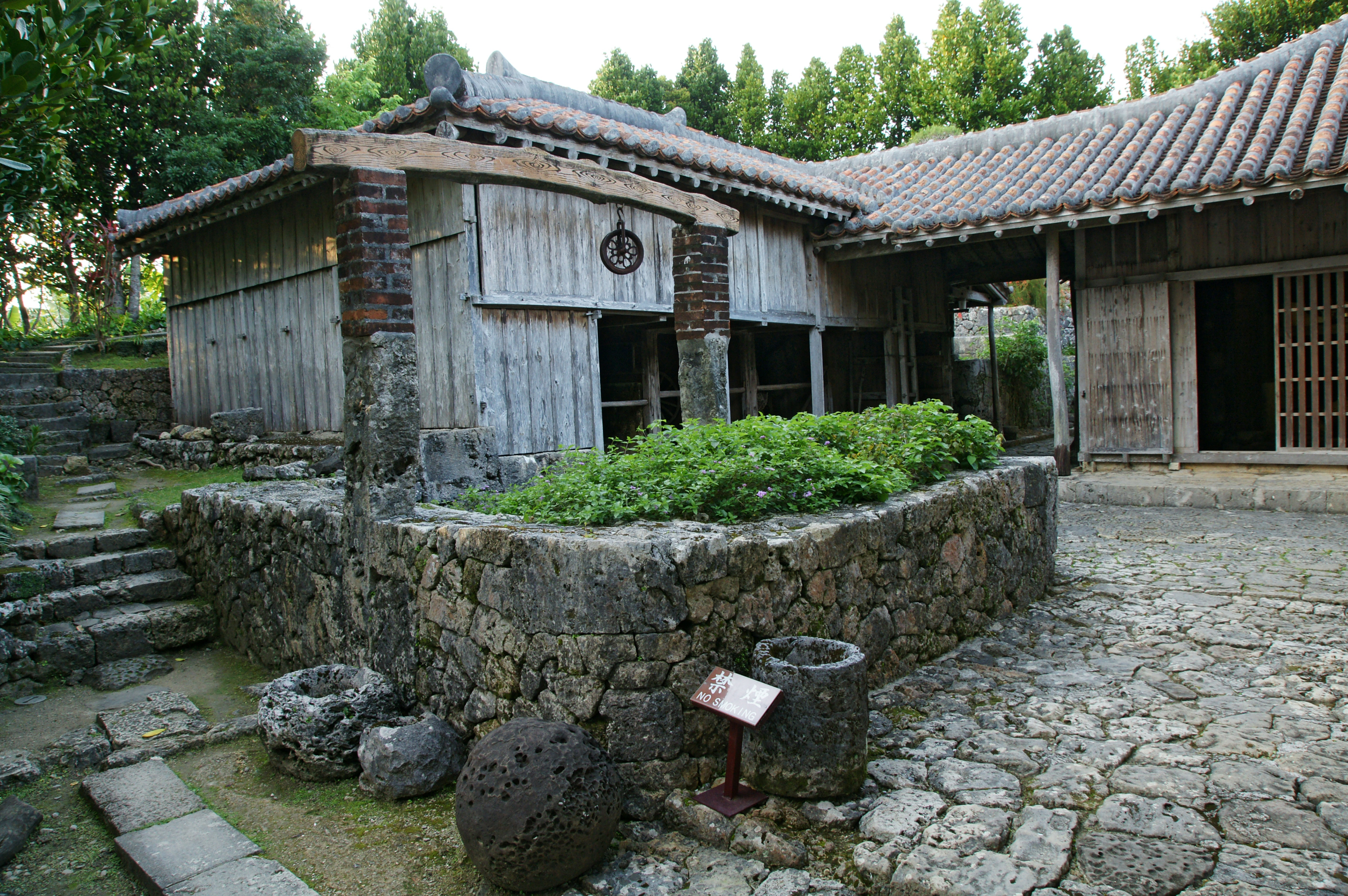
メーヌヤー
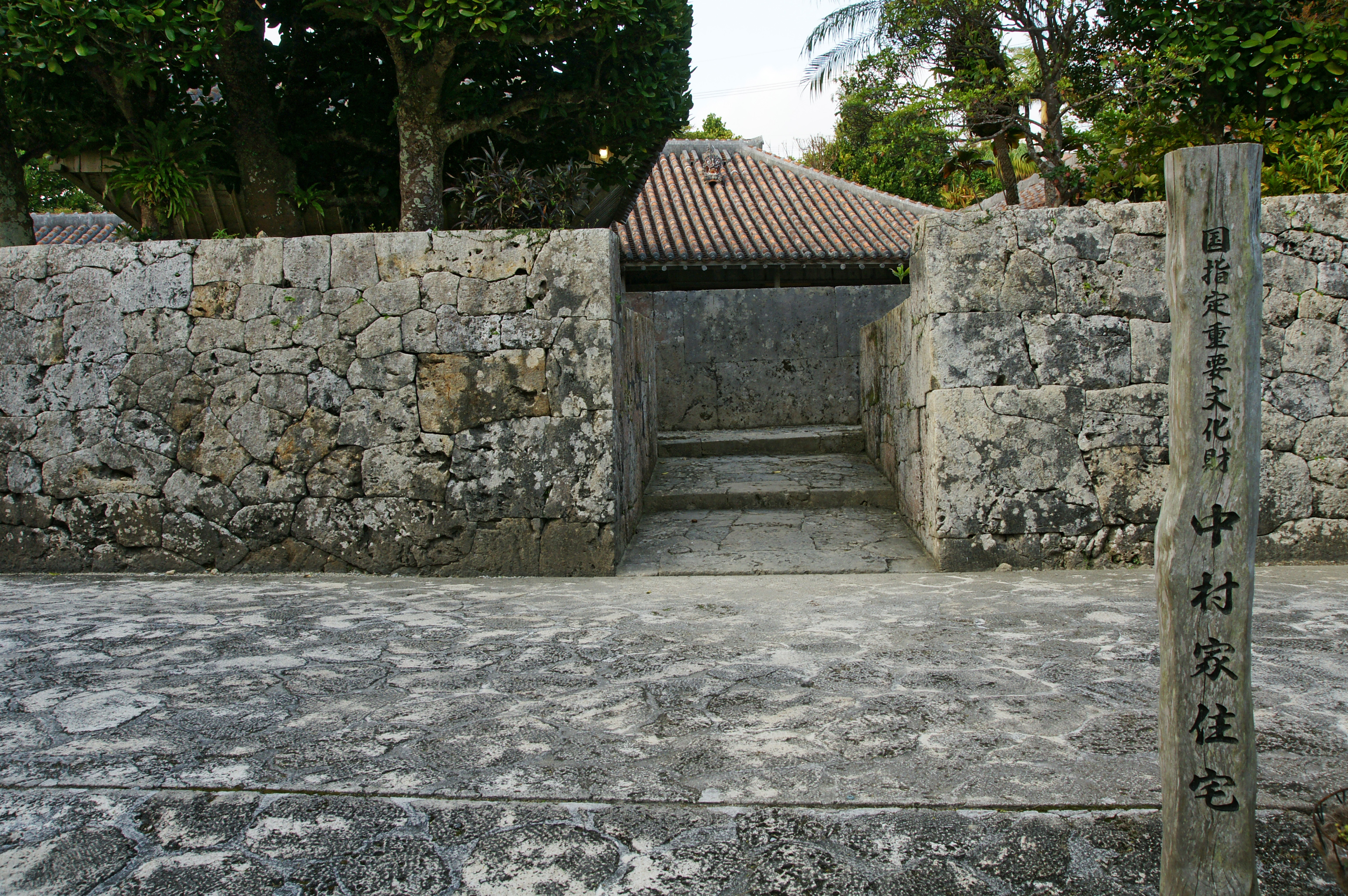
入口
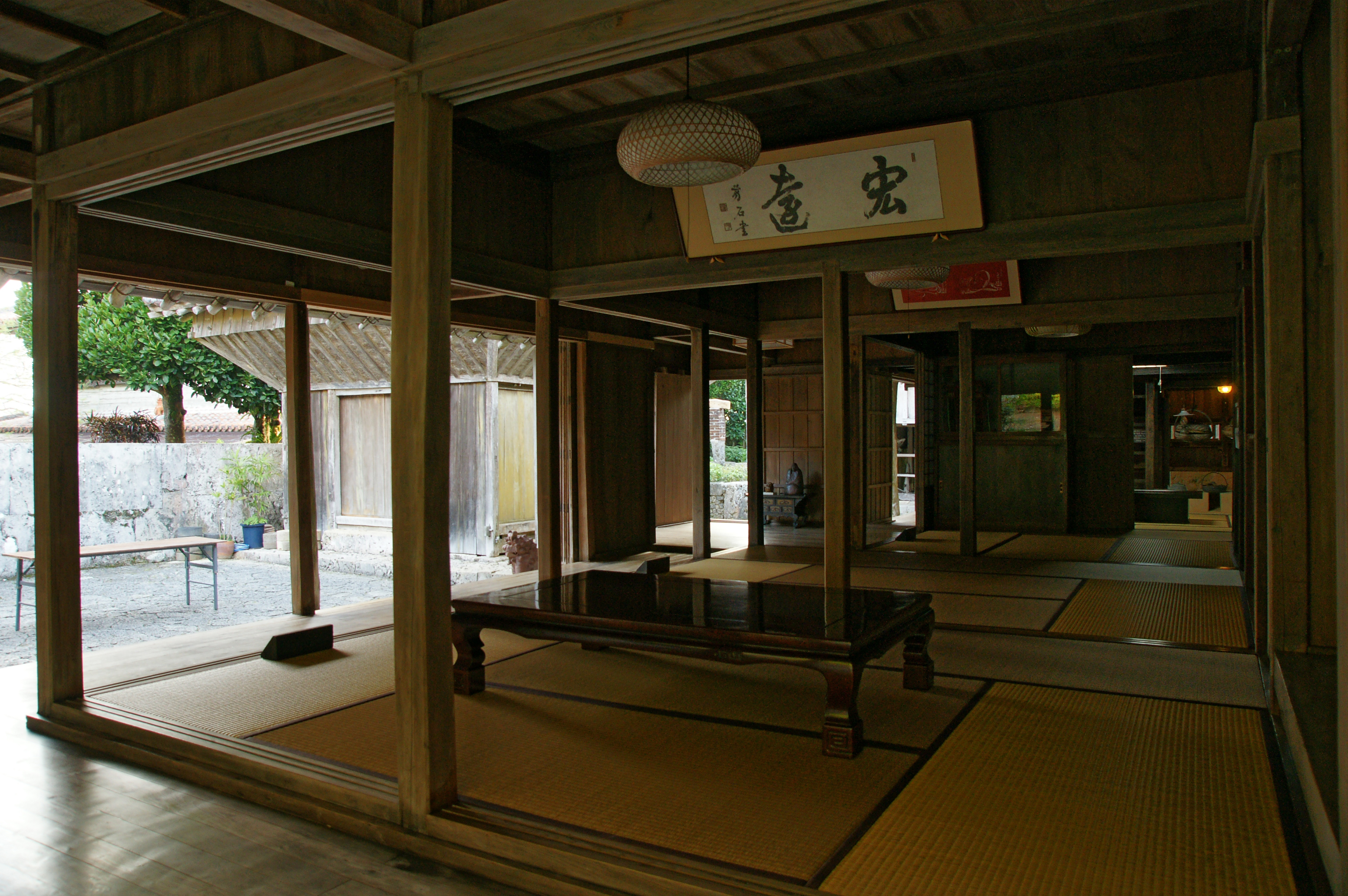
ウフヤ内部（東から見る）手前の室は「一番座」
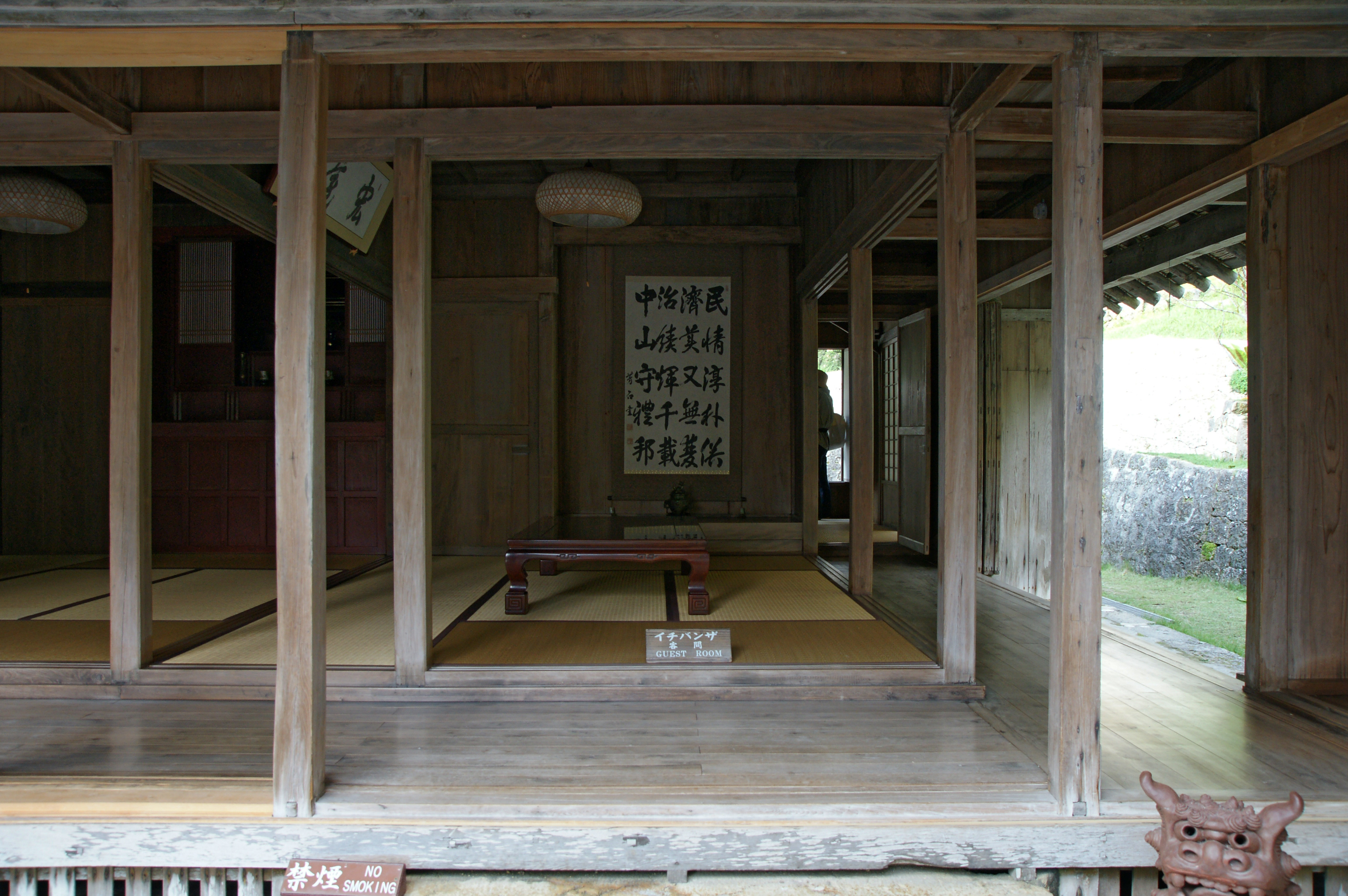
ウフヤ内部（南から見る）右の室は「一番座」（床の間がある）、その左は「二番座」（仏壇がある）

## 沖縄県における風水
前述の通り、伝統的な家屋では、風水が重要視されている。これは中国の影響を強く受けているためである。18世紀には中国で多くの人物に風水を学ばせた。またそれらの者をフンシミー（風水見）と呼んだ。首里城とその城下も四神相応の理想型を追求した配置となっている。
かつては、家を建てる際にフンシミーに良い方角・地形を見定めさせた。良い方角とは日が昇る方角である東（アガリ）であり、西（イリ）は悪いとされている。また、良い地形とは前方が低く、後方が高く傾斜している地形で、かつ前方（門に当たる部分）が南であることであるとされている。部屋割りとしては南東が最も良い位置であり、逆に北西が最も悪い位置である。中村家住宅もこのような配置となっている。具体的にはアサギや一番座（客間）が南東に配され、フール（豚小屋兼便所）が北西に配されている。

## 施設情報
住宅は、北中城村が観光施設として有料で公開している。
- 所在地 - 沖縄県中頭郡北中城村字大城106
- 公開日と時間 - 9時から17時30分、年中無休
- 交通 - 沖縄自動車道那覇インターチェンジから自動車で約15分。